# Carl Ernst Rudolf von Gersdorff
Pour les autres membres de la famille, voir Famille von Gersdorff.
Carl Ernst Rudolf von Gersdorff, né le 30 juillet 1803 à Groß-Glogau, arrondissement de Glogau et mort le 22 juin 1876 à Landeck, arrondissement d'Habelschwerdt, est un propriétaire terrien et homme politique prussien. Il est membre du Parlement de Francfort de 1848 à 1849.

## Biographie
Fils d'un major, Gersdorff est né le 30 juillet 1803 à Groß-Glogau dans la province de Silésie. Après des études de droit à l'université de Göttingen de 1825 à 1826, il rejoint l'armée où il est premier lieutenant du régiment des Gardes du Corps à Halberstadt. En 1827, il retourne à la vie civile pour devenir propriétaire du domaine de Weidenvorwerk, près de Meseritz, dans la province de Posnanie, jusqu'en 1840. En 1832, il se marie pour la seconde fois et, de 1836 à 1853, il est propriétaire de la seigneurie de Tuetz, près de Deutsch Krone, dans la province de Prusse.
En 1848, il est élu député au Parlement de Francfort dans la 20e circonscription de la province de Prusse, représentant l'arrondissement de Deutsch Krone. Il prend ses fonctions le 19 mai et rejoint la fraction conservatrice Café Milani, mais quitte le Parlement, où il est remplacé par Emil Wagner, le 15 mars 1849. Gersdorff est par ailleurs l'auteur d'écrits politiques, dont « De quelle manière la plus appropriée et la plus avantageuse la question de Posen devrait-elle être réglée ? » en 1848.
Par la suite, Gersdorff s'établit à Berlin en 1853. En 1856, il devient propriétaire d'un vignoble à Lößnitz, près de Dresde, dans le royaume de Saxe, et s'installe à Lichtensteig en Suisse jusqu'en 1864 où il déménage à Dresde puis. Après être retourné en Silésie, à Breslau, en 1874, il meurt le 22 juin 1876 à Landeck, à 72 ans. 